# Algemeen Ereteken (Koninkrijk Saksen)

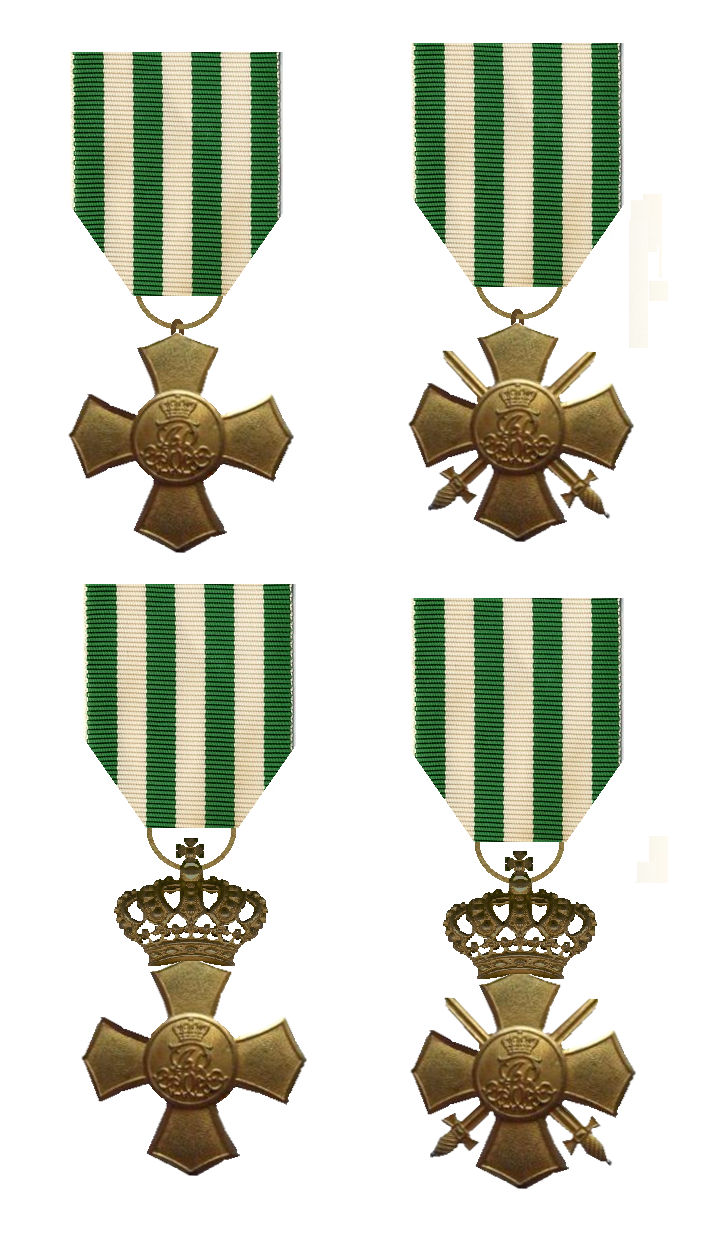
Kruisen

Het Algemene Ereteken van het koninkrijk Saksen was een op 31 januari 1876 door koning Albert van Saksen ingestelde civiele onderscheiding die tot de val van de monarchie in 1918 werd uitgereikt.  De officiële naam was "Allgemeines Ehrenzeichen". Op 18 oktober 1907 werd het officieel tot "Allgemeines Ehrenkreuz" omgedoopt. In dat jaar werd ook de kroon ingevoerd. Ondanks het civiele karakter werd het verguld bronzen erekruis na 18 januari 1901 in oorlogstijd ook als met zwaarden verleend.
Wie een hogere onderscheiding of een onderscheiding met zwaarden ontving moest zijn oude ereteken inleveren. Ook na het overlijden van de drager moest het kruis worden ingeleverd.
De onderscheiding werd uitgereikt als erkenning van, en beloning voor "roemrijke handelingen en buitengewoon verdienstelijke prestaties". Het kruis verving de zilveren medailles verbonden aan de Albrechtsorde en de Orde van Verdienste en dragers van deze medailles konden hun medaille inwisselen tegen een kruis. De onderscheiding volgde volgens de statuten in rang direct op de Saksische ridderkruisen.
Het kruis van Pisa heeft vier uitwaaierende armen met spitse punten. Het centrale medaillon  draagt op de voorzijde het gekroonde monogram "AR" van de stichter. Op de keerzijde staat het gekroonde Saksische wapen binnen een eikenkrans. Als verhoging en bewegelijke verbinding met het lint is een plastisch weergegeven beugelkroon gemonteerd.
Het verguld bronzen kruis weegt met kroon maar zonder zwaarden 19,2 gram. Het kruis heeft een diameter van 38 millimeter. De kroon meet 20 bij 16 millimeter. De bronzen ring wordt door een aan het kruis gesoldeerd oog of door de bal op de kroon getrokken. De keerzijde van de kruisen laat wapenschilden zien die spits, rond of gewelfd zijn. De zwaarden kunnen eenzijdig of tweezijdig zijn vormgegeven. De bekendste juwelier was Scharffenberg in Dresden. 
Men droeg het Ereteken aan een 35 millimeter breed wit lint met vier brede groene strepen op de linkerborst. Wanneer alleen een baton werd gedragen liet men met twee kleine daarop bevestigde gekruiste zwaarden zien dat men een Algemene Ereteken met de Zwaarden bezat.
In meerdere Duitse staten bestond een Algemeen Ereteken. Het voorbeeld was dat van het koninkrijk Pruisen waar in 1810 als eerste een Algemeen Ereteken was ingevoerd. Niet iedereen kwam in aanmerking voor een ridderkruis, het Algemeen Ereteken verbrede de kring van personen die konden worden gedecoreerd.

## Varianten
- Erekruis ( 1876 - 1918)
- Erekruis met Zwaarden (1901 - 1918)
- Erekruis met Zwaarden aan de ring, (waarschijnlijk nooit uitgereikt[7])
- Erekruis met Zwaarden en Kroon (1907 - 1917)
- Erekruis met Kroon (1907 - 1917) 1476 maal uitgereikt[8]

Ook tijdens de materiaalschaarste tijdens de Eerste Wereldoorlog werd geen oorlogsmetaal gebruikt. 